# Korpiselkä
Korpiselkä (karelska: Korbiselgä) är en före detta kommun i Gränskarelen, som upphörde i början av 1946, sedan huvuddelen av kommunen hade övergått till Sovjetunionen vid vapenstilleståndet 1944. Det som återstod av kommunen i Finland anslöts till Tuupovaara kommun. Den del som blev rysk anslöts till Suojärvi. 
Ytan (landsareal) var 1308,5 km² och beboddes av 2.628 människor med ett befolkningstäthet av 2,0 km² (31 december 1908).